# Ligue ACT 2005
La Ligue San Miguel ou Ligue ACT est la ligue de catégorie maximale d'aviron en Cantabrie. Elle a été créée par l'Association des Clubs de traînières le 2 juillet 2003 après l'accord conclu par les Gouvernements les Communautés Autonomes des Asturies, de Cantabrie, de Galice et du Pays basque.
L'été 2005 s'est déroulée la troisième saison avec la victoire d'Astillero, la descente de Trintxerpe et d'Isuntza et la promotion de Zumaia et Zarautz.

## Polémique autour de la SDR Astillero
Lors de cette édition Astillero a été hégémonique et a reçu le trophée de la Couronne ACT. Mais sa domination dans les eaux a été ternie par une série d'événements extra-sportifs.
Après le conflit de l'édition 2005 du Drapeau Telefónica dans des eaux de Fuenterrabia, l'équipe d'Astillero a été retenue par l'Ertzaintza (police de la communauté autonome basque). Le refus de certains des rameurs de répondre jusqu'à ce qu'arrive l'avocat du club au Gouvernement basque a interdit la trainière de ramer dans des eaux basques. L'interdiction a été durement critiquée par le Président de Cantabrie, habitant d'Astillero, a accusé le Gouvernement Basque « d'organisation tiers-mondiste, ou ce qui est pire, dictatorial » et aux basques de « se croire les inventeurs de l'aviron et dans leur perte du Drapeau de La Concha d'agir comme si on leur arrachait l'arbre de Guernica » (ce dernier après la sanction infligée à Pedreña dans La Concha cette même année).
La justice a laissé cette interdiction en suspens en septembre 2006 à l'occasion du conflit du Drapeau de La Concha. En janvier 2008 le Tribunal Supérieur de Justice du Pays Basque a donné la raison au club astillerense (gentilé castillan de Astillero), mais l'ACT avait déjà décidé d'expulser le club de l'association (juin 2006).
Le motif officiel fut le retard des cantabres à présenter la documentation exigée dans les délais (ceux-ci avaient refusé d'être faits pour la considérer comme abusive). Le motif de fond était la méfiance générée dans les autres clubs par l'utilisation massive de substances interdites sous la formule d'autorisation pour utilisation thérapeutique (AUT) et par « les constantes négations et entraves posées de manière continue de la part de la SDR Astillero pour que ses rameurs collaborent à l'éclaircissement des faits ".
Comme représailles à la sanction Astillero a kidnappé le trophée de champion qu'il devait restituer en début de la saison 2006. Pour cette raison il sera emmené devant les tribunaux. De fait le champion 2005 n'a pas pu défendre son titre en 2006 (ce sera Laredo) ni prendre part à aucun des drapeaux organisés par l'ACT. Il est ré-incorporé à la compétition en 2008 mais en devant commencer depuis les catégories inférieures (ARC) et à ne pas retourner à la Ligue ACT jusqu'en 2010.
En 2009 le TSJPV (Tribunal Supérieur de Justice du Pays basque) a condamné le Gouvernement basque n'ayant pas de compétences sur  antidopage. En 2008 les rameurs d'Astillero sont déjà absous bien qu'il ne s'est pas prononcé sur cet aspect, et on suppose que d'autres cas tel que ceux-ci ne se produiront pas.

## Résultats
| Classement Points (Victoires) | Équipe                    | Nom de la Trainière | Localité (Provincia)                   |
| 1er. 204 (12)                 | Astillero                 | San José XIII       | El Astillero (Cantabrie )              |
| 2e. 187 (4)                   | Hondarribia               | Ama Guadalupekoa    | Fontarrabie (Guipuscoa Pays basque)    |
| 3e. 173 (2)                   | Naturhouse Castro         | La Marinera         | Castro-Urdiales (Cantabrie )           |
| 4e. 150                       | Pedreña                   | Marina de Cudeyo    | Pedreña, Marina de Cudeyo (Cantabrie ) |
| 5e. 148 (1)                   | Grupo Eibar Orio          | Txiki               | Orio (Guipuscoa Pays basque)           |
| 6e. 129                       | Arkote                    | Plentziatarra       | Plentzia (Biscaye Pays basque)         |
| 7e. 101                       | Cabo da Cruz              | Cabo da Cruz        | Boiro (La Corogne Galice)              |
| 8e. 100                       | Mecos Mondariz            | Mequiña             | El Grove (Pontevedra Galice)           |
| 9e. 68                        | Pasaia Donibane Iberdrola | Erreka              | Pasaia (Guipuscoa Pays basque)         |
| 10e. 52                       | Urdaibai Umpro Avia       | Bou Bizkaia         | Bermeo (Biscaye Pays basque)           |
| 11e. 50                       | Grafilur Isuntza SuperBM  | Isuntza             | Lekeitio (Biscaye Pays basque)         |
| 12e. 21                       | Trintxerpe Carglass       | Ilunbe              | Pasaia (Guipuscoa Pays basque)         |